# Peter Brandstätter

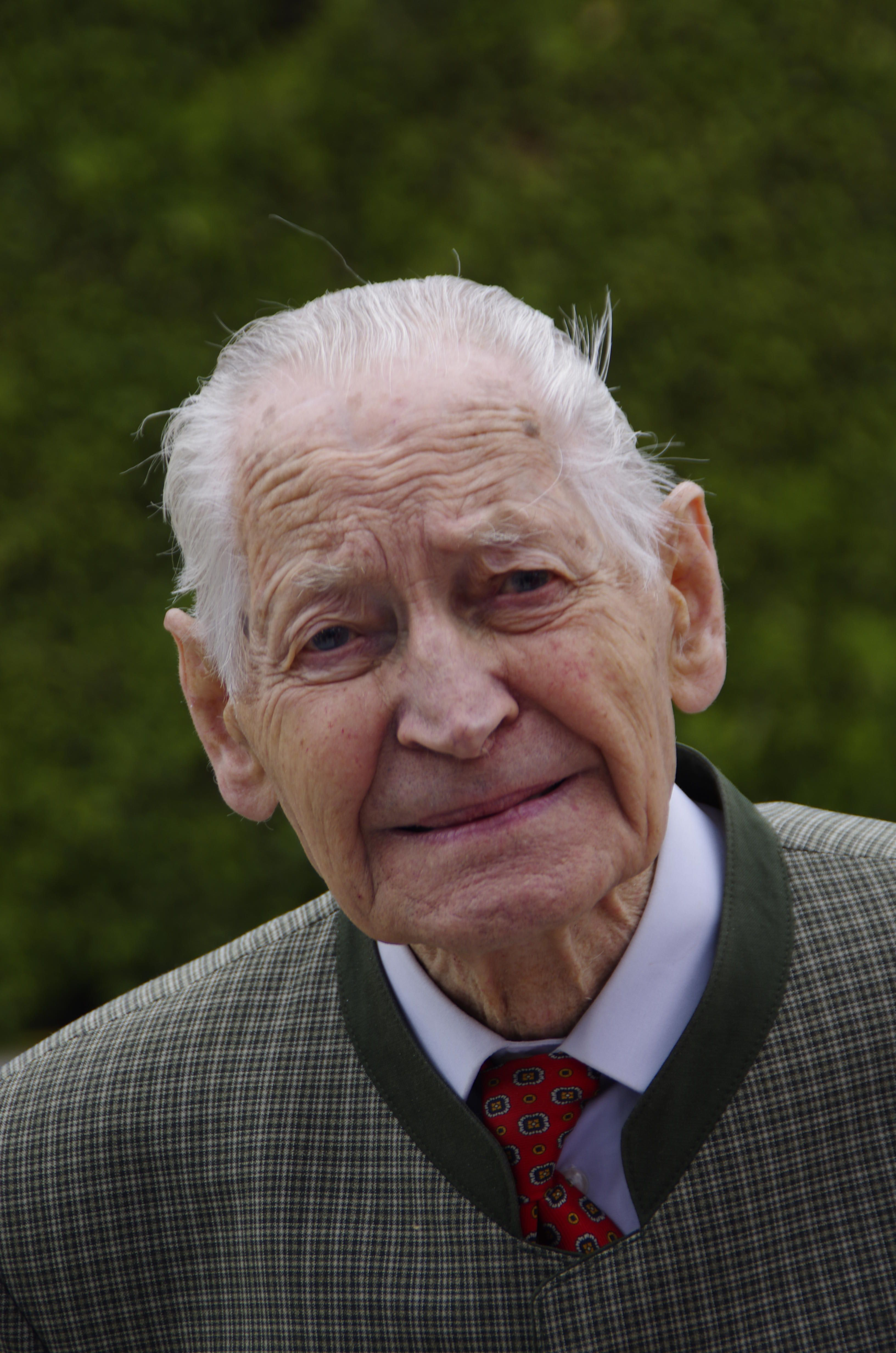
Peter Brandstätter (2014)

Maximilian Peter Brandstätter (* 31. Dezember 1917 in Spittal an der Drau, Österreich; † 20. August 2015) war ein österreichischer Maler.

## Leben
Nach der Gesellenprüfung 1937 als Zimmer-, Schriften- und Dekorationsmaler gab Brandstätter im Herbst desselben Jahres seinen erlernten handwerklichen Beruf auf und entschied sich als freischaffender Kunstmaler tätig zu sein. Dem wurde jedoch nach kurzer Zeit durch die Einberufung zur Wehrmacht vorerst ein Ende bereitet.
Nach dem Zweiten Weltkrieg und der darauffolgenden Gefangenschaft kehrte er im Mai 1947 in seine Heimat zurück. Er heiratete im November Hertha (1926–2010), geborene Frühauf, welche ihn in seinem Werdegang immer unterstützte, sodass er sich seiner malerischen Berufung widmen konnte. Sie bekamen drei Kinder.
Brandstätter fertigte neben Aquarellen oder Ölbildern und Kohlezeichnungen auch Mosaike sowie Fresken. Seine Malobjekte reichten vom Porträt über Landschaften bis zu christlichen wie auch zeitgenössischen Themen.

## Anerkennungen
Neben dem Berufstitel Professor wurde Brandstätter mit dem Goldenen Ehrenzeichen des Landes Kärnten ausgezeichnet und war seit dem 17. Mai 2014 Ehrenbürger der Stadtgemeinde Spittal an der Drau.

## Werke
- Altarwandmalerei Gnadenstuhl in der Pfarrkirche Seeboden um 1952
- Wandmalerei Gnadenstuhl im Chor der Pfarrkirche St. Peter ob Radenthein 1953
- Altarbild Gnadenstuhl als Nachbildung des Luggauer Gnadenbildes in der Kapelle Tiefenbach in Lesachtal 1962
- Kreuzwegstationen des Kalvarienberges in Gmünd in Kärnten 1966
- Fresko St. Hubertus mit Hirsch in der Hubertuskapelle in Feld am See um 1968